# 満洲房産
満洲房産株式会社（まんしゅうぼうさん）は、満州国において住宅建設および不動産金融を展開した国策住宅供給機関である。1938年創設。新京に本店を置き資本金は3000万円、初代理事長は謝介石であった。